# 2919 Dali
För andra betydelser, se Dali.
2919 Dali eller 1981 EX18 är en asteroid i huvudbältet som upptäcktes den 2 mars 1981 av den amerikanska astronomen Schelte J. Bus vid Siding Spring-observatoriet. Den är uppkallad efter konstnären Salvador Dalí.
Asteroiden har en diameter på ungefär 18 kilometer och den tillhör asteroidgruppen Themis.